# Division Élite 2013
La Division Élite 2013 è la 32ª edizione del campionato di football americano di primo livello, organizzato dalla FFFA.

## Squadre partecipanti
| Club                           | Città               | Stadio | Sponsor ufficiale | Risultato nella stagione 2012 |
| ------------------------------ | ------------------- | ------ | ----------------- | ----------------------------- |
| Black Panthers de Thonon       | Thonon-les-Bains    |        |                   |                               |
| Centaures de Grenoble          | Grenoble            |        |                   |                               |
| Cougars de Saint-Ouen-l'Aumône | Saint-Ouen-l'Aumône |        |                   |                               |
| Dauphins de Nice               | Nizza               |        |                   |                               |
| Flash de La Courneuve          | La Courneuve        |        |                   |                               |
| Kangourous de Pessac           | Pessac              |        |                   |                               |
| Molosses d'Asnières            | Asnières-sur-Seine  |        |                   |                               |
| Spartiates d'Amiens            | Amiens              |        |                   |                               |
| Templiers d'Élancourt          | Élancourt           |        |                   |                               |

## Stagione regolare

### Calendario

#### 1ª giornata
| 16 febbraio 2013 | Flash de La Courneuve | 13 – 7 (13-0 0-7 0-0 0-0) | Molosses d'Asnières |  |

| 16 febbraio 2013 | Spartiates d'Amiens | 14 – 21 (0-7 7-14 0-0 7-0) | Templiers d'Élancourt |  |

| 16 febbraio 2013 | Dauphins de Nice | 34 – 8 (6-0 7-8 0-0 21-0) | Centaures de Grenoble |  |

| 16 febbraio 2013 | Kangourous de Pessac | 17 – 14 (7-7 0-7 7-0 3-0) | Black Panthers de Thonon |  |

#### 2ª giornata
| 23 febbraio 2013 | Templiers d'Élancourt | 34 – 7 (0-7 21-0 6-0 7-0) | Centaures de Grenoble |  |

| 23 febbraio 2013 | Flash de La Courneuve | 20 – 20 (6-0 8-7 6-7 0-6) | Dauphins de Nice |  |

| 23 febbraio 2013 | Kangourous de Pessac | 21 – 7 (7-0 7-0 0-0 7-7) | Spartiates d'Amiens |  |

| 24 febbraio 2013 | Cougars de Saint-Ouen-l'Aumône | 28 – 23 (7-7 7-13 0-0 14-3) | Black Panthers de Thonon |  |

#### 3ª giornata
| 3 marzo 2013 | Cougars de Saint-Ouen-l'Aumône | 14 – 16 (7-7 0-0 7-2 0-7) | Molosses d'Asnières |  |

#### 4ª giornata
| 9 marzo 2013 | Kangourous de Pessac | 3 – 7 (0-0 0-7 3-0 0-0) | Dauphins de Nice |  |

| 10 marzo 2013 | Molosses d'Asnières | 58 – 21 (21-14 20-7 0-0 17-0) | Spartiates d'Amiens |  |

| 10 marzo 2013 | Centaures de Grenoble | 13 – 20 (0-0 7-7 0-7 6-6) | Black Panthers de Thonon |  |

| 10 marzo 2013 | Cougars de Saint-Ouen-l'Aumône | 27 – 42 (7-7 7-14 7-14 6-7) | Flash de La Courneuve |  |

#### 5ª giornata
| 16 marzo 2013 | Black Panthers de Thonon | 20 – 28 (0-7 7-14 7-7 6-0) | Templiers d'Élancourt |  |

| 16 marzo 2013 | Dauphins de Nice | 14 – 17 (7-7 7-7 0-0 0-3) | Molosses d'Asnières |  |

| 16 marzo 2013 | Kangourous de Pessac | 7 – 13 (7-0 0-7 0-6 0-0) | Flash de La Courneuve |  |

| 17 marzo 2013 | Cougars de Saint-Ouen-l'Aumône | 28 – 0 (7-0 14-0 7-0 0-0) | Centaures de Grenoble |  |

#### 6ª giornata
| 30 marzo 2013 | Spartiates d'Amiens | 0 – 45 (0-12 0-9 0-7 0-7) | Flash de La Courneuve |  |

| 30 marzo 2013 | Black Panthers de Thonon | 14 – 13 (0-0 7-7 0-0 7-6) | Dauphins de Nice |  |

| 31 marzo 2013 | Templiers d'Élancourt | 42 – 23 (0-7 7-3 14-6 21-7) | Molosses d'Asnières |  |

| 31 marzo 2013 | Centaures de Grenoble | 7 – 12 (0-0 0-0 7-12 0-0) | Kangourous de Pessac |  |

#### 7ª giornata
| 13 aprile 2013 | Templiers d'Élancourt | 28 – 27 (0-20 13-0 12-7 3-0) | Kangourous de Pessac |  |

| 13 aprile 2013 | Spartiates d'Amiens | 6 – 35 (0-10 0-6 0-12 6-7) | Dauphins de Nice |  |

| 13 aprile 2013 | Black Panthers de Thonon | 28 – 26 (14-13 7-7 7-0 0-6) | Flash de La Courneuve |  |

| 14 aprile 2013 | Molosses d'Asnières | 40 – 0 (7-0 13-0 7-0 13-0) | Cougars de Saint-Ouen-l'Aumône |  |

#### 8ª giornata
| 20 aprile 2013 | Spartiates d'Amiens | 30 – 44 (6-6 0-12 8-7 16-19) | Cougars de Saint-Ouen-l'Aumône |  |

| 20 aprile 2013 | Black Panthers de Thonon | 20 – 6 (7-3 6-3 7-0 0-0) | Kangourous de Pessac |  |

| 21 aprile 2013 | Molosses d'Asnières | 20 – 9 (7-0 7-0 0-6 6-3) | Templiers d'Élancourt |  |

| 21 aprile 2013 | Centaures de Grenoble | 14 – 20 (7-7 7-6 0-0 0-7) | Dauphins de Nice |  |

#### 9ª giornata
| 27 aprile 2013 | Flash de La Courneuve | 7 – 7 (0-0 0-0 0-7 7-0) | Cougars de Saint-Ouen-l'Aumône |  |

#### 10ª giornata
| 4 maggio 2013 | Flash de La Courneuve | 43 – 0 (13-0 16-0 0-0 14-0) | Centaures de Grenoble |  |

| 4 maggio 2013 | Spartiates d'Amiens | 19 – 46 (0-0 7-20 0-13 12-13) | Black Panthers de Thonon |  |

| 5 maggio 2013 | Cougars de Saint-Ouen-l'Aumône | 28 – 19 (7-3 7-6 7-3 7-7) | Templiers d'Élancourt |  |

| 5 maggio 2013 | Molosses d'Asnières | 7 – 20 (0-7 0-7 7-6 0-0) | Kangourous de Pessac |  |

#### 11ª giornata
| 11 maggio 2013 | Dauphins de Nice | 16 – 14 (7-7 0-0 6-0 3-7) | Kangourous de Pessac |  |

#### 12ª giornata
| 18 maggio 2013 | Templiers d'Élancourt | 14 – 24 (0-6 6-0 8-7 0-11) | Flash de La Courneuve |  |

| 18 maggio 2013 | Dauphins de Nice | 19 – 14 | Cougars de Saint-Ouen-l'Aumône |  |

| 19 maggio 2013 | Molosses d'Asnières | 22 – 41 | Black Panthers de Thonon |  |

| 19 maggio 2013 | Centaures de Grenoble | 12 – 28 | Spartiates d'Amiens |  |

#### 13ª giornata
| 25 maggio 2013 | Templiers d'Élancourt | 21 – 20 | Spartiates d'Amiens |  |

| 26 maggio 2013 | Black Panthers de Thonon | 40 – 3 | Centaures de Grenoble |  |

#### 14ª giornata
| 1º giugno 2013 | Flash de La Courneuve | 33 – 0 | Spartiates d'Amiens |  |

| 1º giugno 2013 | Dauphins de Nice | 28 – 7 | Templiers d'Élancourt |  |

| 1º giugno 2013 | Kangourous de Pessac | 24 – 14 | Cougars de Saint-Ouen-l'Aumône |  |

| 2 giugno 2013 | Centaures de Grenoble | 28 – 20 | Molosses d'Asnières |  |

### Classifiche
Le classifiche della regular season sono le seguenti:
- PCT = percentuale di vittorie, G = partite giocate, V = partite vinte,  P = partite perse, PF = punti fatti, PS = punti subiti

#### Girone Nord
| Pos. | Squadra                        | PCT  | G  | V | N | P | PF  | PS  |
| ---- | ------------------------------ | ---- | -- | - | - | - | --- | --- |
| 1    | Flash de La Courneuve          | .800 | 10 | 7 | 2 | 1 | 266 | 110 |
| 2    | Templiers d'Élancourt          | .600 | 10 | 6 | 0 | 4 | 223 | 211 |
| 3    | Molosses d'Asnières            | .500 | 10 | 5 | 0 | 5 | 230 | 202 |
| 4    | Cougars de Saint-Ouen-l'Aumône | .450 | 10 | 4 | 1 | 5 | 204 | 220 |
| 5    | Spartiates d'Amiens            | .100 | 10 | 1 | 0 | 9 | 145 | 336 |

#### Girone Sud
| Pos. | Squadra                  | PCT  | G  | V | N | P | PF  | PS  |
| ---- | ------------------------ | ---- | -- | - | - | - | --- | --- |
| 1    | Dauphins de Nice         | .750 | 10 | 7 | 1 | 2 | 206 | 117 |
| 2    | Black Panthers de Thonon | .700 | 10 | 7 | 0 | 3 | 266 | 175 |
| 3    | Kangourous de Pessac     | .500 | 10 | 5 | 0 | 5 | 151 | 133 |
| 4    | Centaures de Grenoble    | .100 | 10 | 1 | 0 | 9 | 92  | 279 |

## Playoff e playout

### Tabellone
|  | Semifinali | Semifinali               | Semifinali |                          |    | XIX Casque de Diamant | XIX Casque de Diamant | XIX Casque de Diamant |  |
|  |            |                          |            |                          |    |                       |                       |                       |  |
|  | 1N         | Flash de La Courneuve    | 25         |                          |    |                       |                       |                       |  |
|  | 1N         | Flash de La Courneuve    | 25         |                          |    |                       |                       |                       |  |
|  | 2N         | Templiers d'Élancourt    | 21         |                          |    |                       |                       |                       |  |
|  | 2N         | Templiers d'Élancourt    | 21         |                          | 1S | Flash de La Courneuve | 0                     |                       |  |
|  |            |                          |            |                          | 1S | Flash de La Courneuve | 0                     |                       |  |
|  |            |                          | 2N         | Black Panthers de Thonon | 14 |                       |                       |                       |  |
|  | 1S         | Dauphins de Nice         | 2N         | Black Panthers de Thonon | 14 | 7                     |                       |                       |  |
|  | 1S         | Dauphins de Nice         |            |                          |    |                       |                       |                       |  |
|  | 2S         | Black Panthers de Thonon | 28         |                          |    |                       |                       |                       |  |

### Semifinali
| La Courneuve 8 giugno 2013 | Flash de La Courneuve | 25 – 21 | Molosses d'Asnières |  |

| Nizza 8 giugno 2013 | Dauphins de Nice | 7 – 28 | Black Panthers de Thonon |  |

### Playout
| 15 giugno 2013 | Spartiates d'Amiens | 20 – 29 | Météores de Fontenay-sous-Bois |  |

| 16 giugno 2013 | Centaures de Grenoble | 14 – 27 | Centurions de Nîmes |  |

### XIX Casque de Diamant
| Parigi 22 giugno 2013 | Flash de La Courneuve | 0 – 14 | Black Panthers de Thonon | Stadio Sébastien Charléty (5500 spett.) |

## Verdetti
- Black Panthers de Thonon Campioni della Francia 2013 (1º titolo)
- Centaures de Grenoble e  Spartiates d'Amiens retrocessi in Division 2